# Platon le Comique
Pour les articles homonymes, voir Platon (homonymie).
Platon, dit le Comique pour le différencier du philosophe Platon, est un poète comique grec, contemporain d'Aristophane et Socrate.
Aucune de ses pièces ne nous est parvenue intégralement, mais l'on connaît les titres de trente d'entre elles, par exemple Hyberbolos (sûrement écrite entre 420 et 416 av. J.-C.), Victoires (écrite après 421), Cléophon (405), Phaon (vraisemblablement écrite en 391 av. J.-C.). Les titres de ces pièces suggèrent que son thème de prédilection était la politique.
On trouve dans Phaon une scène, citée dans le Banquet des Deipnosophistes d'Athénée, dans laquelle un personnage s'assied pour étudier un poème sur la gastronomie (en fait principalement sur les aphrodisiaques) et en lit une partie à haute voix. Le poème est rédigé en hexamètres dactyliques, ce qui le fait sonner comme une parodie d'une œuvre d'Archestrate, bien que le récitant déclare qu'il s'agit d'un « livre de  Philoxène », pouvant désigner par là soit le poète Philoxène de Cythère, soit le glouton Philoxène de Leucade, soit les deux indistinctement.